# Орден Ремесленных заслуг (Франция)
Орден Ремесленных заслуг (фр. Ordre du Mérite artisanal) — упразднённая ведомственная награда Франции, находившаяся в ведении Министерства промышленности и торговли. Был учреждён декретом от 11 июня 1948 года и упразднён в результате орденской реформы 3 декабря 1963 года.

## История
Орден Ремесленных заслуг был учреждён декретом от 11 июня 1948 года. Первоначальный статут ордена неоднократно дополнялся и изменялся. Окончательный вариант статута был установлен декретами от 19 ноября 1951 года и 6 января 1956 года.
Орден Ремесленных заслуг предназначался для вознаграждения людей, способствовавших сохранению, развитию и изучению ремесленной (кустарной) деятельности, повышению качества ремесленного производства, прежде всего мелких предприятий, а также отличившихся своим профессионализмом, продолжительностью и качеством труда в сфере ремёсел.
Орден находился в ведении Министра промышленности и торговли и управлялся Советом ордена, состоявшим из 13 человек:
- Министр промышленности и торговли (Председатель Совета),
- Член Совета ордена Почётного легиона,
- 2 высших должностных лица,
- Генеральный секретарь Экономического совета,
- Представитель администрации министра,
- Представитель администрации Государственного секретаря по делам ремёсел,
- Начальник Департамента ремёсел,
- 5 директоров или начальников департаментов министерства, ответственных за ремёсла.

Орден Ремесленных заслуг был упразднён декретом от 3 декабря 1963 года, которым был учреждён Национальный орден Заслуг, заменивший собой многочисленные ведомственные ордена заслуг. Награждённые орденом Ремесленных заслуг сохранили право носить знаки ордена и пользоваться положенными льготами и после его упразднения.

## Степени ордена
Орден Ремесленных заслуг состоял из трёх степеней:
 Командор (фр. Commandeur) — знак на ленте, носимый на шее; высшая степень ордена;
 Офицер (фр. Officier) — знак на ленте с розеткой, носимый на левой стороне груди;
 Кавалер (фр. Chevalier) — знак на ленте, носимый на левой стороне груди.

## Условия награждения
Кандидат в кавалеры ордена должен был быть не моложе 40 лет от роду, пользоваться гражданскими правами и иметь не менее 20 лет стажа профессиональной деятельности в сфере ремёсел. Награждение офицерской степенью ордена могло быть произведено не ранее 8 лет после получения кавалерской степени, а командорской степенью — не ранее 5 лет после получения офицерской. В случае особенных заслуг условия к кандидату могли быть смягчены по особому рассмотрению в Совете ордена.
Также, в случае особенных заслуг, разрешалось в течение первых 8 лет существования ордена награждать степенью офицера, и в течение первых 5 лет — степенью командора, минуя младшие степени (при этом кандидат в офицеры должен был быть в возрасте не менее 48 лет, а в командоры — 53 лет). После окончания этого переходного периода, в 1956 году, была установлена возможность исключительных награждений старшими степенями, минуя младшие, но не более 1 командора и 5 офицеров в год.
Было установлено ограничение на количество ежегодных награждений: изначально — не более 4 в степень командора, не более 20 в степень офицера и не более 70 в степень кавалера, а с 1950 года — не более 4 в степень командора, не более 26 в степень офицера и не более 140 в степень кавалера. При этом допускалось увеличение этого числа на 10% в пользу граждан стран Французского Союза и граждан Франции, проживавших за границей.
Иностранцы, постоянно проживавшие во Франции, могли быть награждены орденом на тех же условиях, что и французские граждане. К гражданам других государств, не проживавших на территории Франции, условия возраста, стажа и межнаградного срока могли не применяться. Награждения иностранцев не учитывались в ежегодных ограничениях числа награждённых.
Награждения орденом производились два раза в год — 1 января и 14 июля.

## Знаки ордена
Знак ордена представляет собой перевёрнутый пятиконечный крест (аналогичный знаку ордена Почётного легиона), без эмали, с раздвоенными концами и усечёнными уголками. Боковые грани креста имеют выпуклую окантовку. Между сторонами креста разновеликие расходящиеся лучи, образующие между собой пятиконечную звезду.
В центре лицевой стороны креста круглый медальон без эмали, с ободком синей эмали. В центре медальона рельефное лицевое изображение головы Марианны (символ Республики). На ободке надписи «REPUBLIQUE FRANÇAISE», «1948» и две точки.
В центре оборотной стороны креста круглый медальон без эмали с ободком синей эмали. В центре медальона раскрытая ладонь на фоне сияния. На ободке надписи «MÉRITE ARTISANAL», «LABEUR» и «QUALITÉ», разделённые точками.
Знак подвешен к лавровому венку без эмали, который через кольцо крепится к орденской ленте.
Размеры знаков кавалера и офицера — 40 мм, командора — 60 мм. Знак кавалера — серебряный, офицера и командора — позолоченный.
Лента ордена, шириной 37 мм, шёлковая муаровая синяя, имеющая по центру 4 полоски серебристого цвета, шириной 4 мм каждая, с промежутками в 2 мм. К ленте офицера крепится розетка диаметром 28 мм, из этой же ленты.
Для повседневного ношения на гражданской одежде предусмотрены розетки из ленты ордена, а для ношения на мундирах — орденские планки.